# 勃海郡
勃海郡（ぼっかい-ぐん）は、中国にかつて存在した郡。漢代から隋代にかけて、現在の河北省滄州市一帯に設置された。

## 歴史
前202年、前漢により幽州の下に勃海郡が設置される。王莽のとき、迎河郡と改称された。
後漢が建てられると、勃海郡の称にもどされた。勃海郡は冀州に属し、南皮・高城・重合・浮陽・東光・章武・陽信・脩の8県を管轄した。
晋のとき、勃海郡は南皮・東光・浮陽・饒安・高城・重合・東安陵・蓨・広川・阜城の10県を管轄した。
北魏の太武帝の初年に勃海郡は滄水郡と改称された。497年（太和21年）、滄水郡は勃海郡の称にもどされた。北魏の勃海郡は南皮・東光・脩・安陵の4県を管轄した。
583年（開皇3年）、隋が郡制を廃すると、勃海郡は廃止されて、滄州に編入された。607年（大業3年）に州が廃止されて郡が置かれると、滄州は渤海郡と改称された。渤海郡は陽信・楽陵・滳河・厭次・蒲台・饒安・無棣・塩山・南皮・清池の10県を管轄した。
618年（武徳元年）、唐により渤海郡は滄州と改められ、渤海郡の呼称は姿を消した。

## 行政区画

### 前漢
| 上位行政区 | 幽州 | 幽州 |
| 県         | 浮陽県 陽信県 東光県 阜城県 千童県 重合県 南皮県 章武県 中邑県 高城県 高楽県 成平県 東平舒県 重平県 安次県 文安県 束州県 建成県 |      |
| 侯国       | 定国 参戸国 柳国 臨楽国 脩市国 景成国 章郷国 蒲領国                                                                             |      |